# Йезд

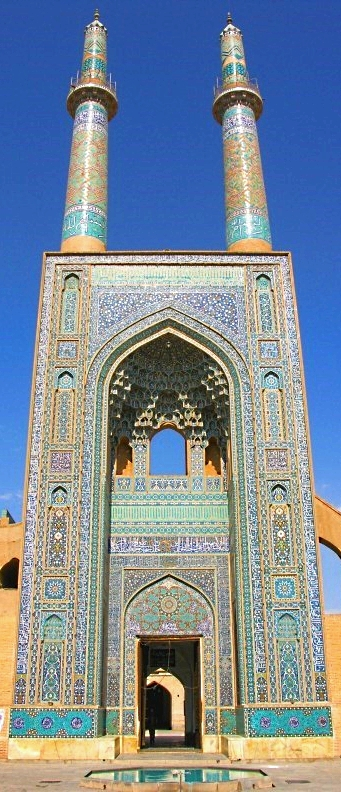
Мечеть в Йезде

Йезд (перс. یزد‎, произношениео файле — Езд) — один из наиболее древних городов Ирана и центр одноимённой провинции. Население города составляет около 505 тысяч человек (в 1963 — 63,5 тыс. чел., в 1949 — 56 тыс. чел.). Построенный преимущественно из глиняных домов город находится в оазисе и существует с III тысячелетия до н. э. Он находится примерно в 250 км к востоку от Исфахана.

## История
Упоминания о городе появились ещё в 3000 г. до н. э. Он был обозначен как город Исатис в Мидии. В ходе археологических раскопок находят также предметы династии Ахеменидов.
Йезд, находясь вдалеке от исторических столиц, смог избежать жестоких разрушений. В городе сохранилось много архитектурных памятников и культурных реликтов древних времён.
Во время нашествия Чингис-хана здесь смогли укрыться от преследований художники, учёные и поэты.
Йезд посещал Марко Поло. По его рассказам в 1272 году, это был процветающий город с развитым производством шёлка.
В XIV веке Йезд был столицей персидского государства Музаффаридов (1313—1393).
Около 1470 и 1474 годов город посетил Афанасий Никитин, упомянувший его в своих путевых записках «Хожение за три моря».
С 2017 года историческая часть города включена в список Всемирного наследия ЮНЕСКО.

## Климат
| Показатель                         | Янв. | Фев. | Март | Апр. | Май  | Июнь | Июль | Авг. | Сен. | Окт. | Нояб. | Дек. |
| ---------------------------------- | ---- | ---- | ---- | ---- | ---- | ---- | ---- | ---- | ---- | ---- | ----- | ---- |
| Средний суточный максимум, °C      | 12,2 | 15,1 | 20,3 | 26,1 | 32,2 | 37,7 | 39,3 | 37,7 | 34,1 | 27,5 | 20,2  | 14,4 |
| Средняя температура, °C            | 5,1  | 8,0  | 13,5 | 19,5 | 25,4 | 30,8 | 32,4 | 30,4 | 26,1 | 19,5 | 12,1  | 6,8  |
| Средний суточный минимум, °C       | −1,2 | 1,3  | 6,4  | 12,0 | 17,2 | 21,9 | 23,7 | 21,3 | 16,8 | 10,8 | 4,2   | −0,1 |
| Норма осадков, мм                  | 10,3 | 11,2 | 12,9 | 9,1  | 4    | 0,1  | 0,1  | 0    | 0,1  | 1,4  | 2,7   | 8,1  |
| Источник: Гонконгская обсерватория |      |      |      |      |      |      |      |      |      |      |       |      |

## Достопримечательности
Йезд — один из немногих городов Ирана, в котором сохранился огромный старый город в том виде, в каком он был много веков назад. Город очень насыщен историческими памятниками.
Наиболее известные историко-культурные памятники:
- Мавзолей Доваздех-Имам (XI век);
- Соборная мечеть (XIV век);
- медресе Шамсия (XIV век);
- Комплекс Амир Чахмак;
- Музей воды;
- зороастрийский храм.

Йезд — один из культурных центров зороастрийской общины в Иране. Средневековый центр миниатюры.

### Башни ветра
Башни ветра или бадгиры предназначены для охлаждения воздуха в жилых помещениях и водохранилищах.
Во времена династии Каджаров Йездом управляли ханы Бахтияри.

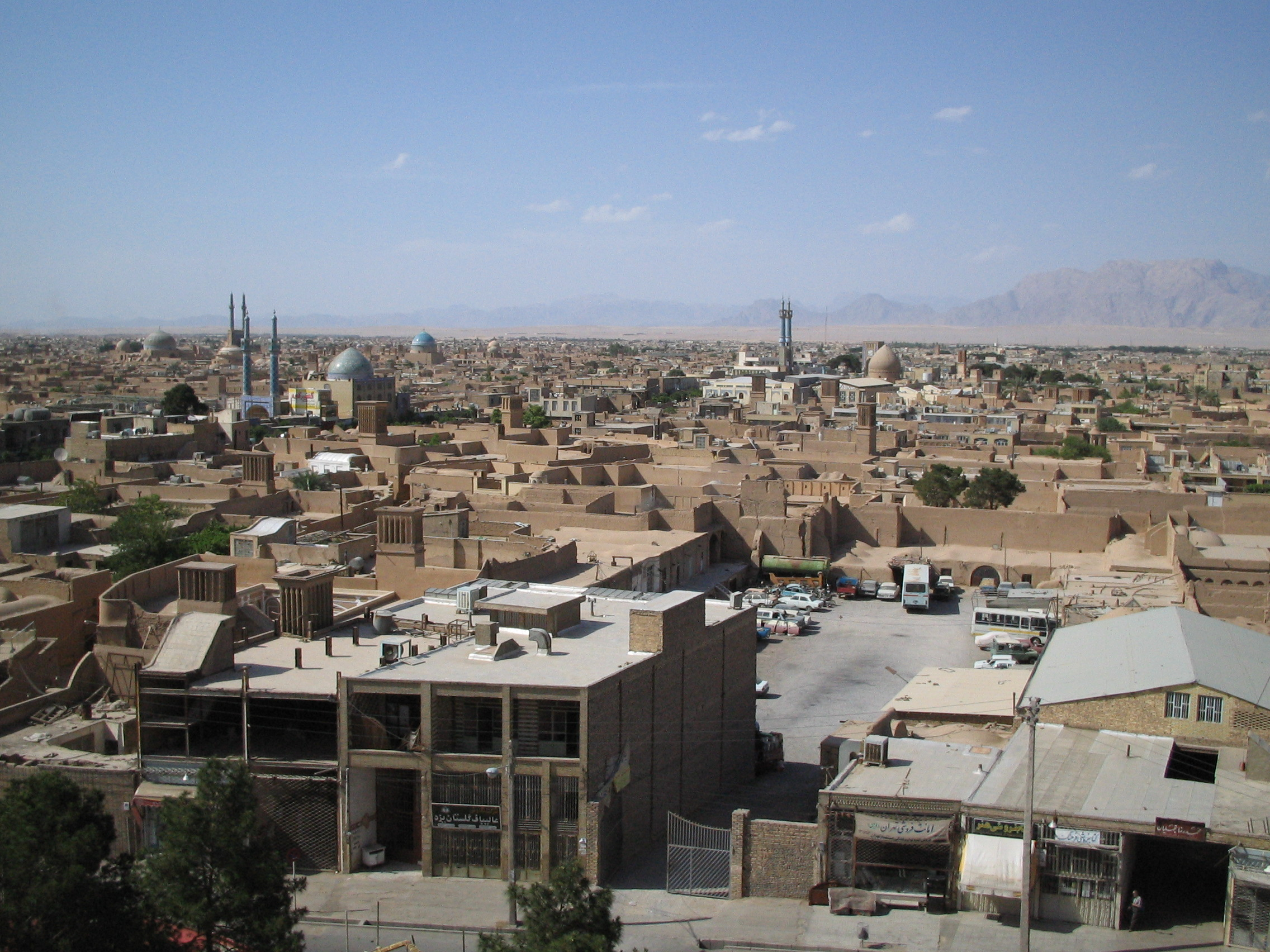
Вид на город с мечети Амир-Чакмак

По причине исторической, культурной и религиозной значимости Йезд номинируется в объекты Всемирного наследия ЮНЕСКО.

### Мечеть Джами XIV века
Эта мечеть с двумя высокими минаретами — уникальное сооружение. Минареты — самые высокие в Иране.

## Известные люди
Известные люди, родившиеся в Йезде:
- Шараф ад-Дин Йазди — выдающийся историк эпохи Тимуридов
- Мохаммад Хатами — бывший иранский президент
- Моше Кацав — бывший израильский президент

Йезд известен по заключённому в 1907 году между Российской империей и Великобританией договору о разграничении сфер интересов в Персии. Земли к северу от Йезда по договору становились сферой русского влияния, а земли к югу — британского.
Слово «езид» (название курдов — зороастрийцев) происходит от названия этого города.

## Галерея

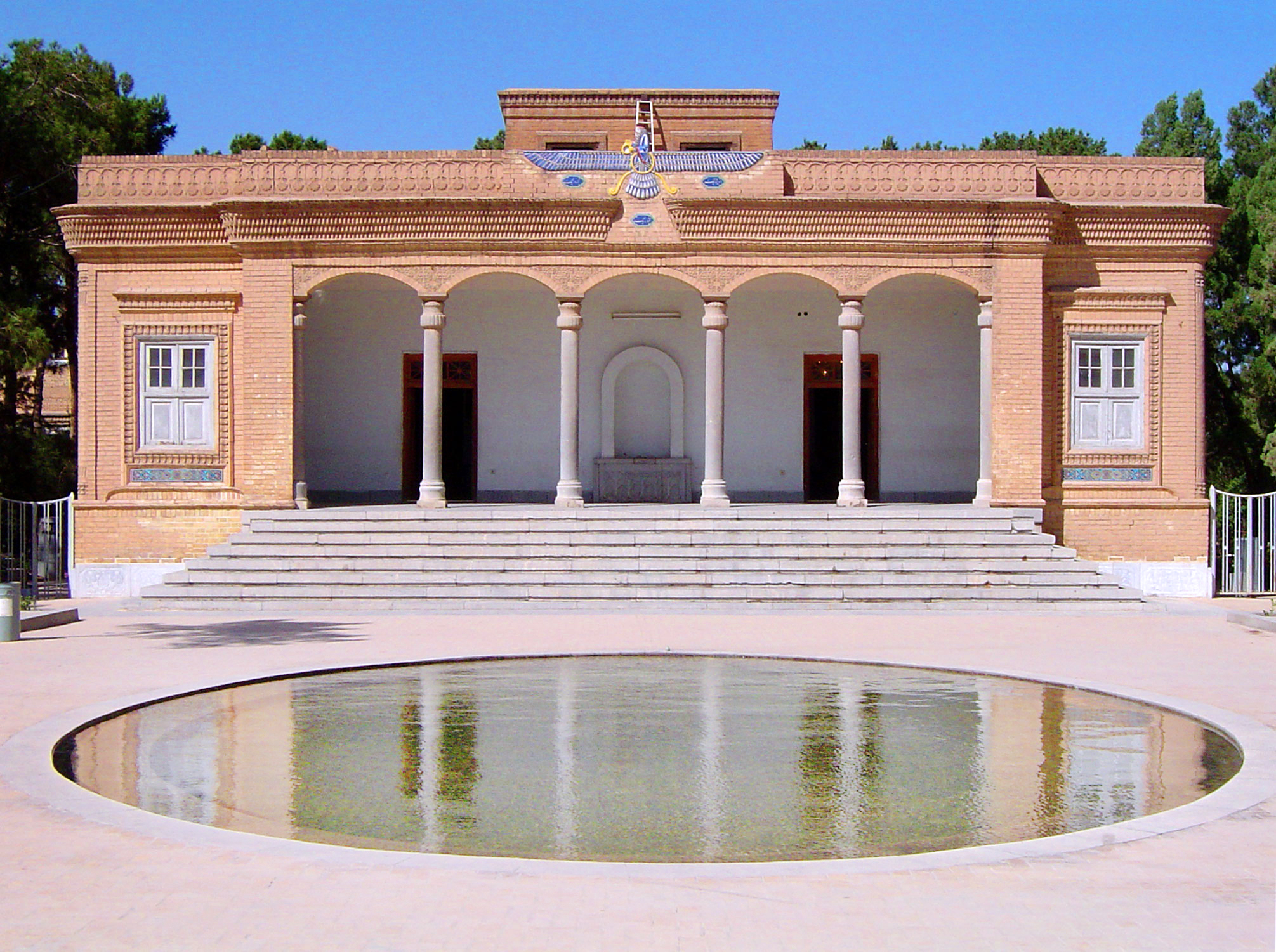
Зороастрийский храм в Йезде
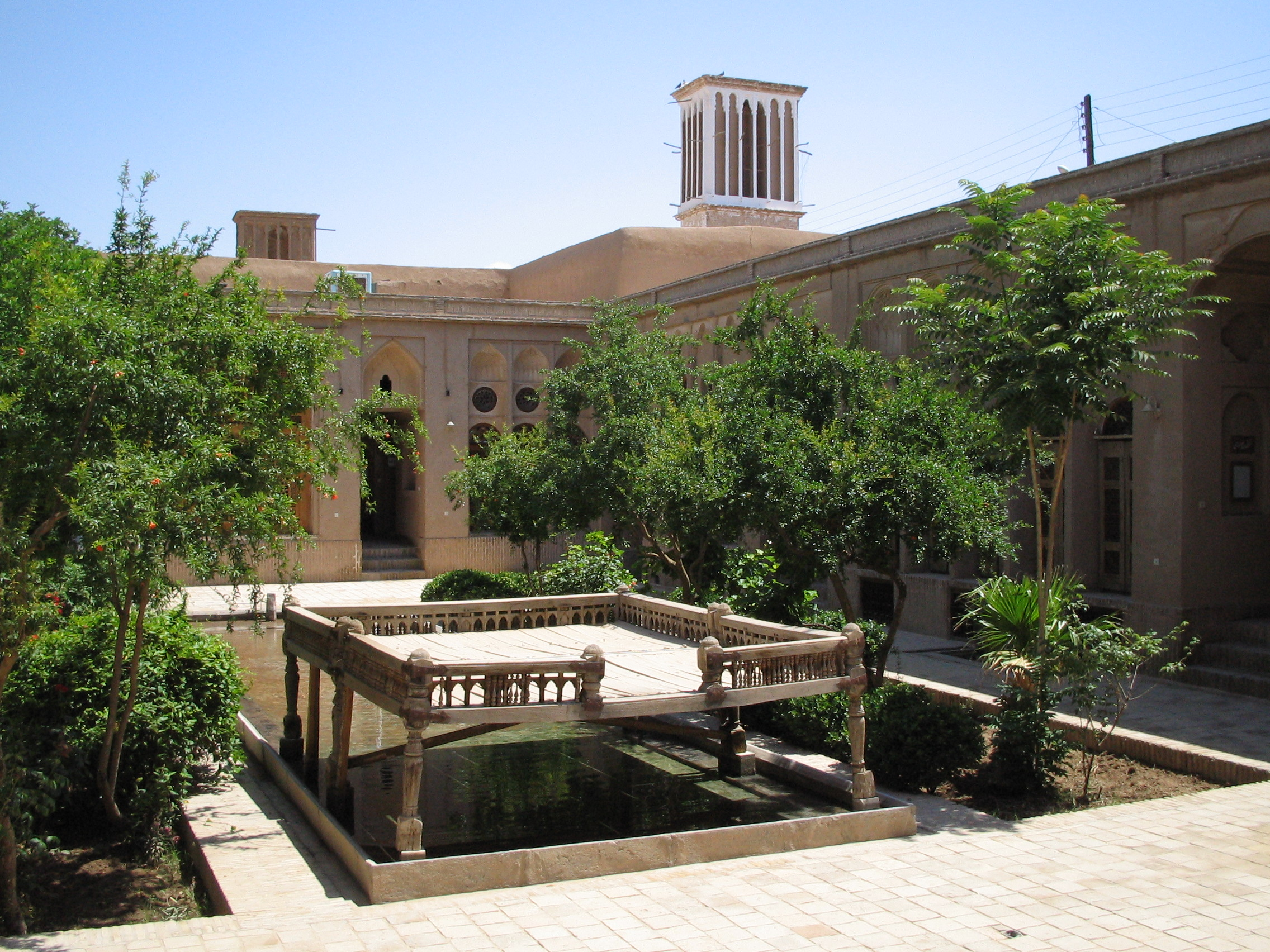
Дом собраний
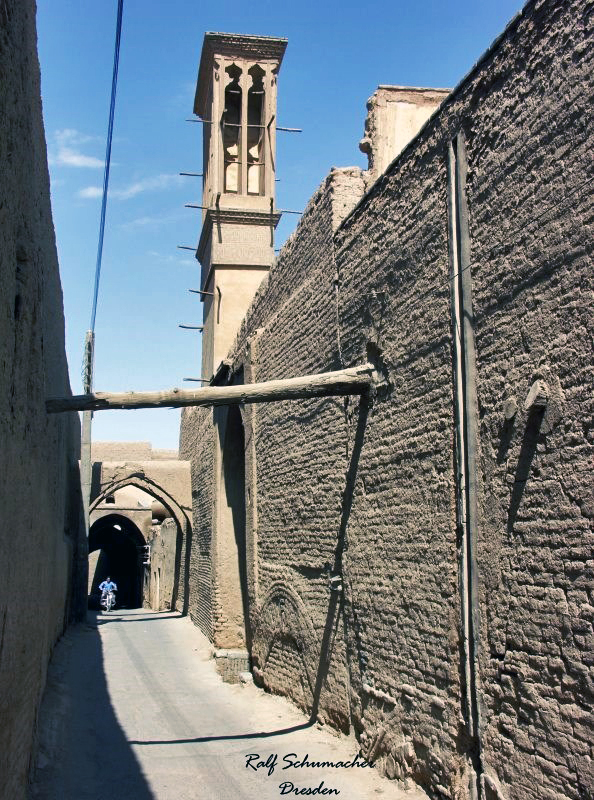
Башня Ветра в старом городе
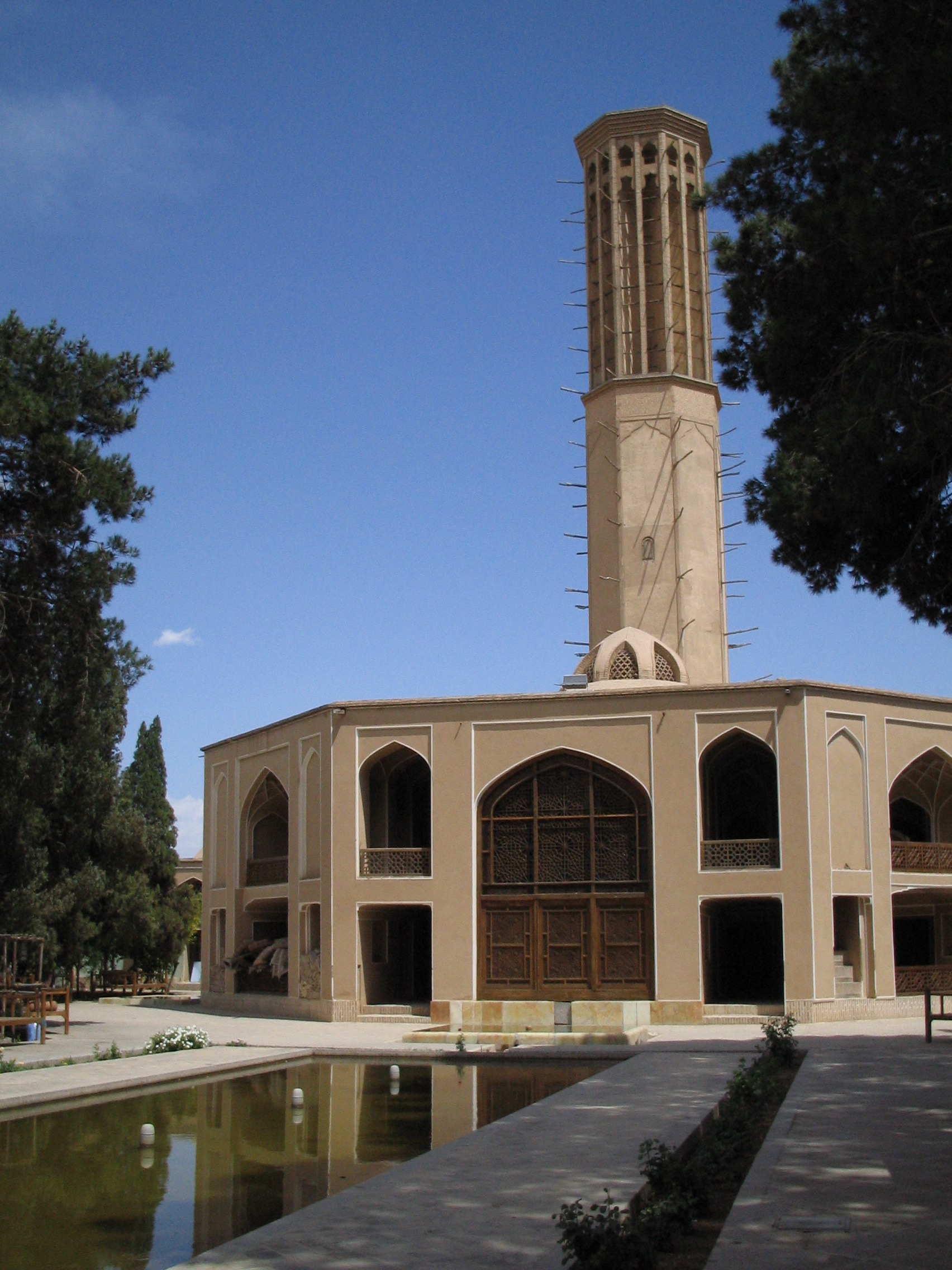
Башня Ветра
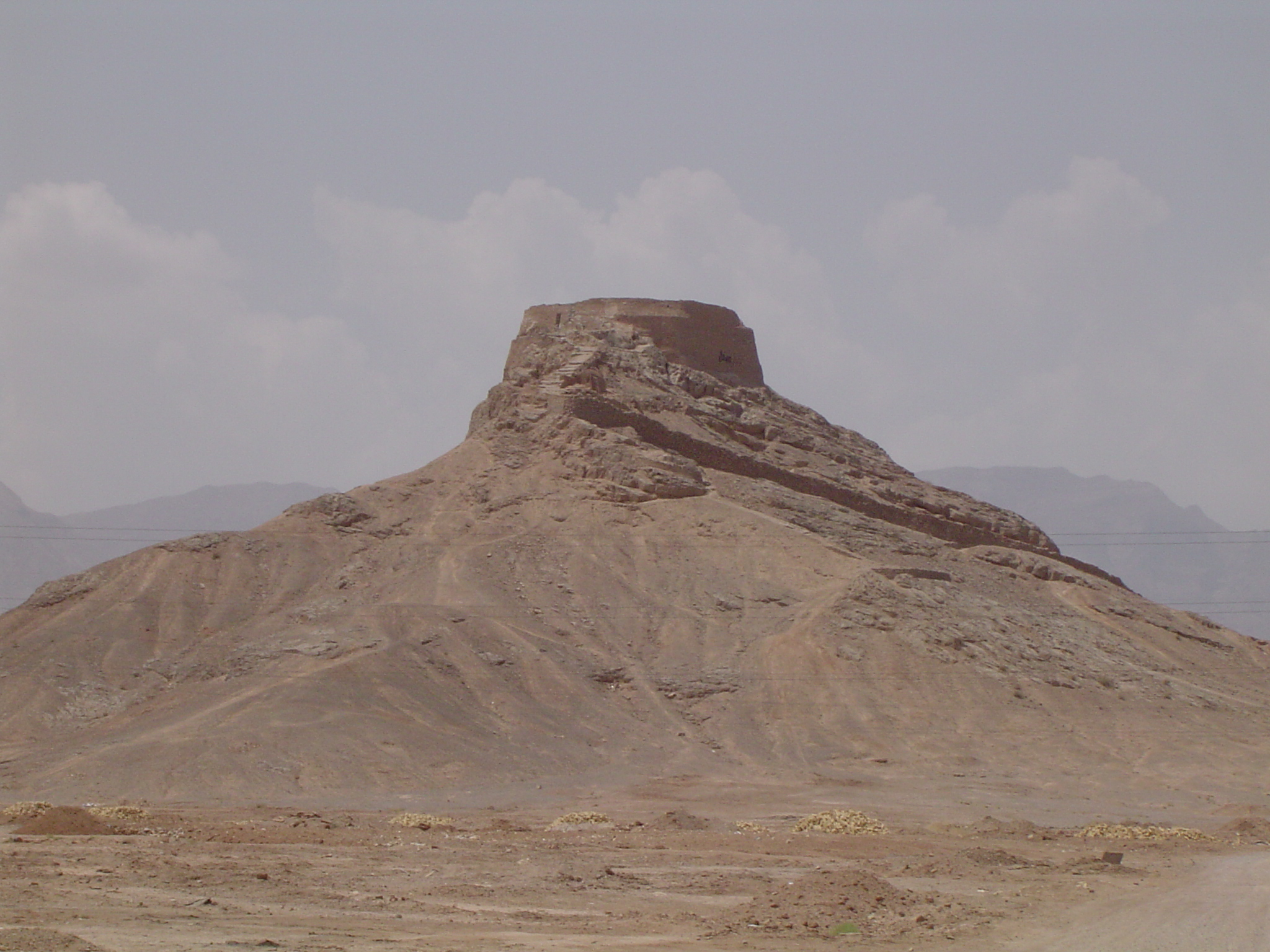
Зороастрийская Башня молчания на окраине Йезда
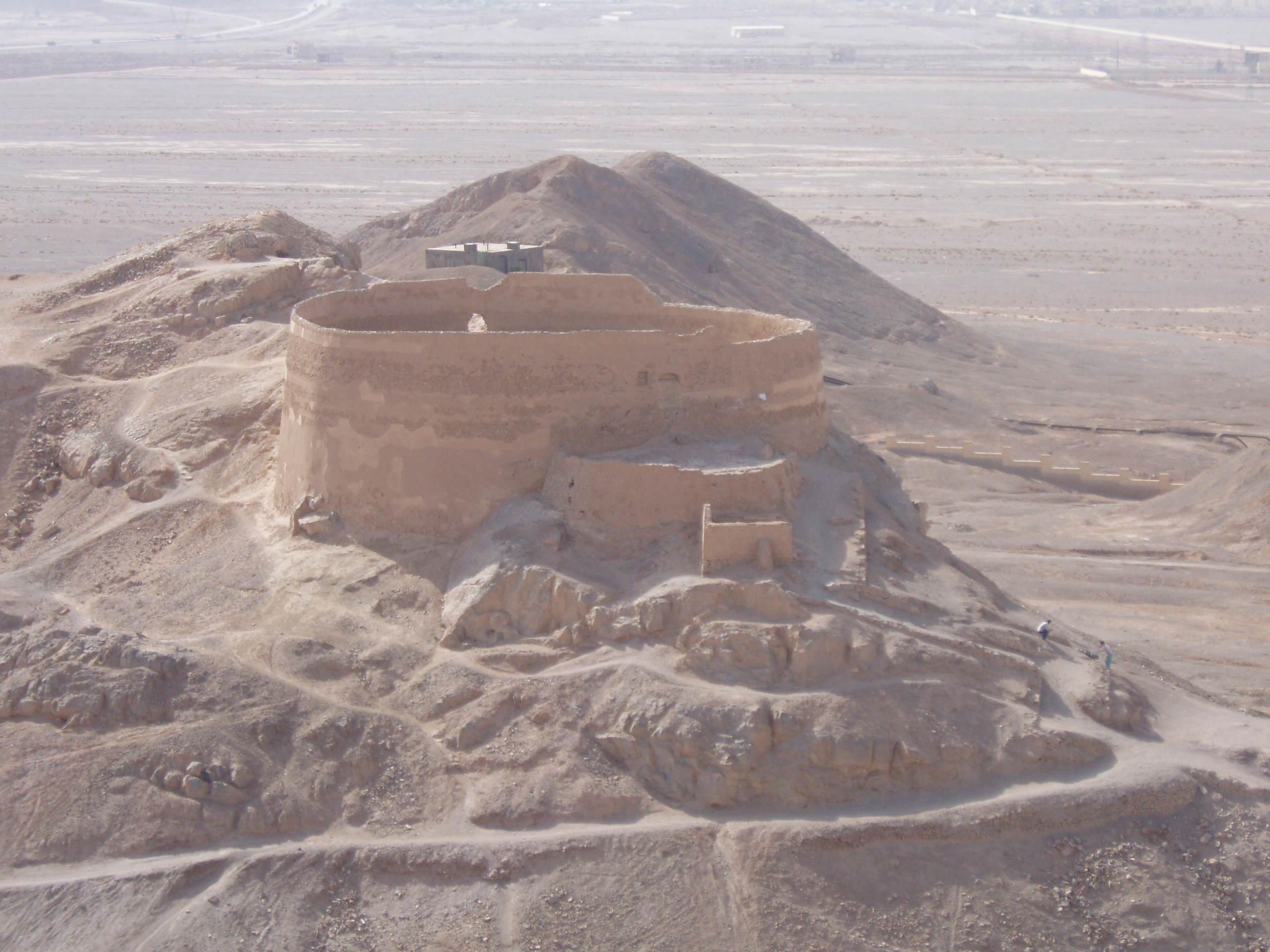
Зороастрийская Башня молчания на окраине Йезда
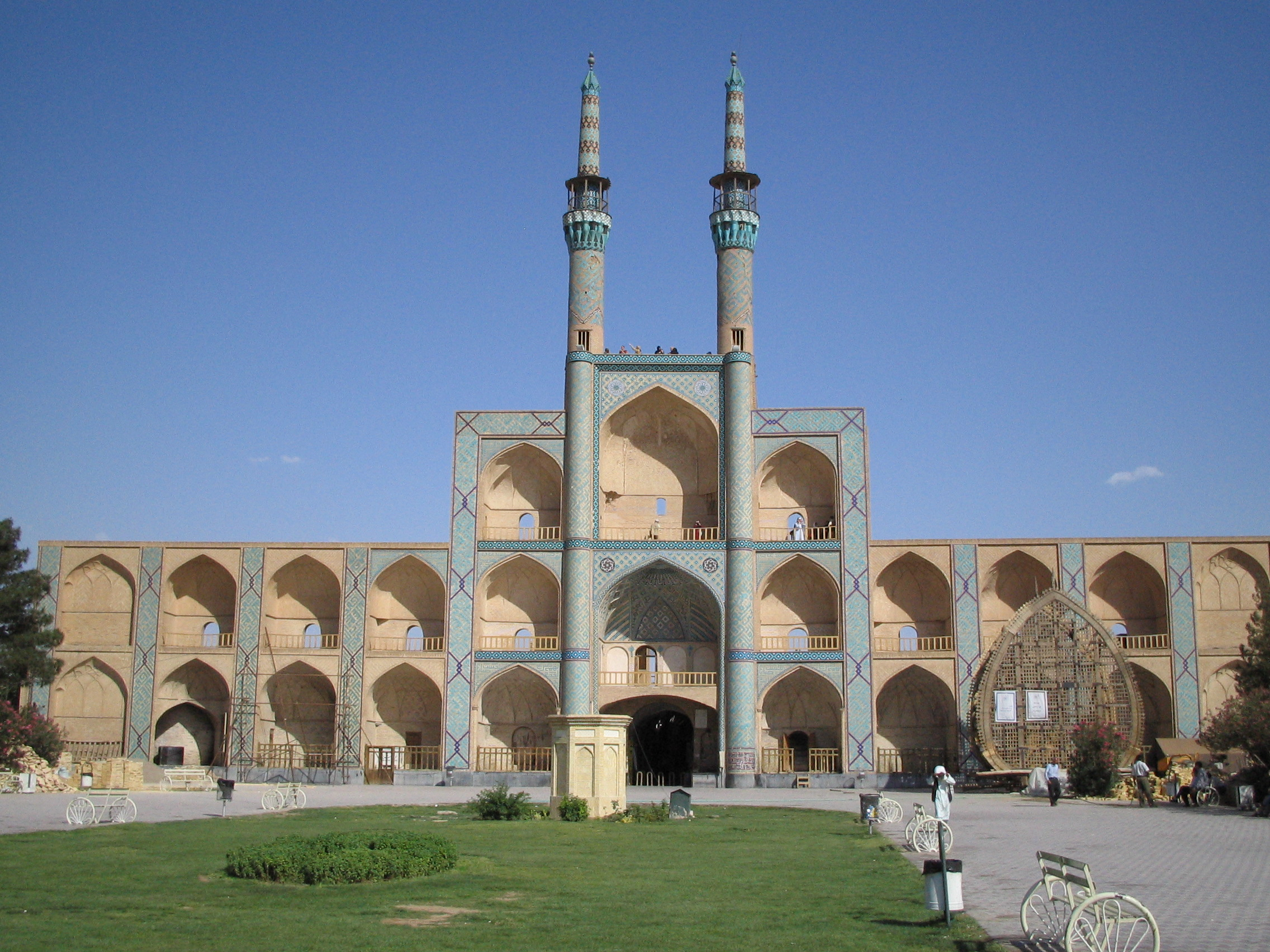
Мечеть Амир Чагхмагх
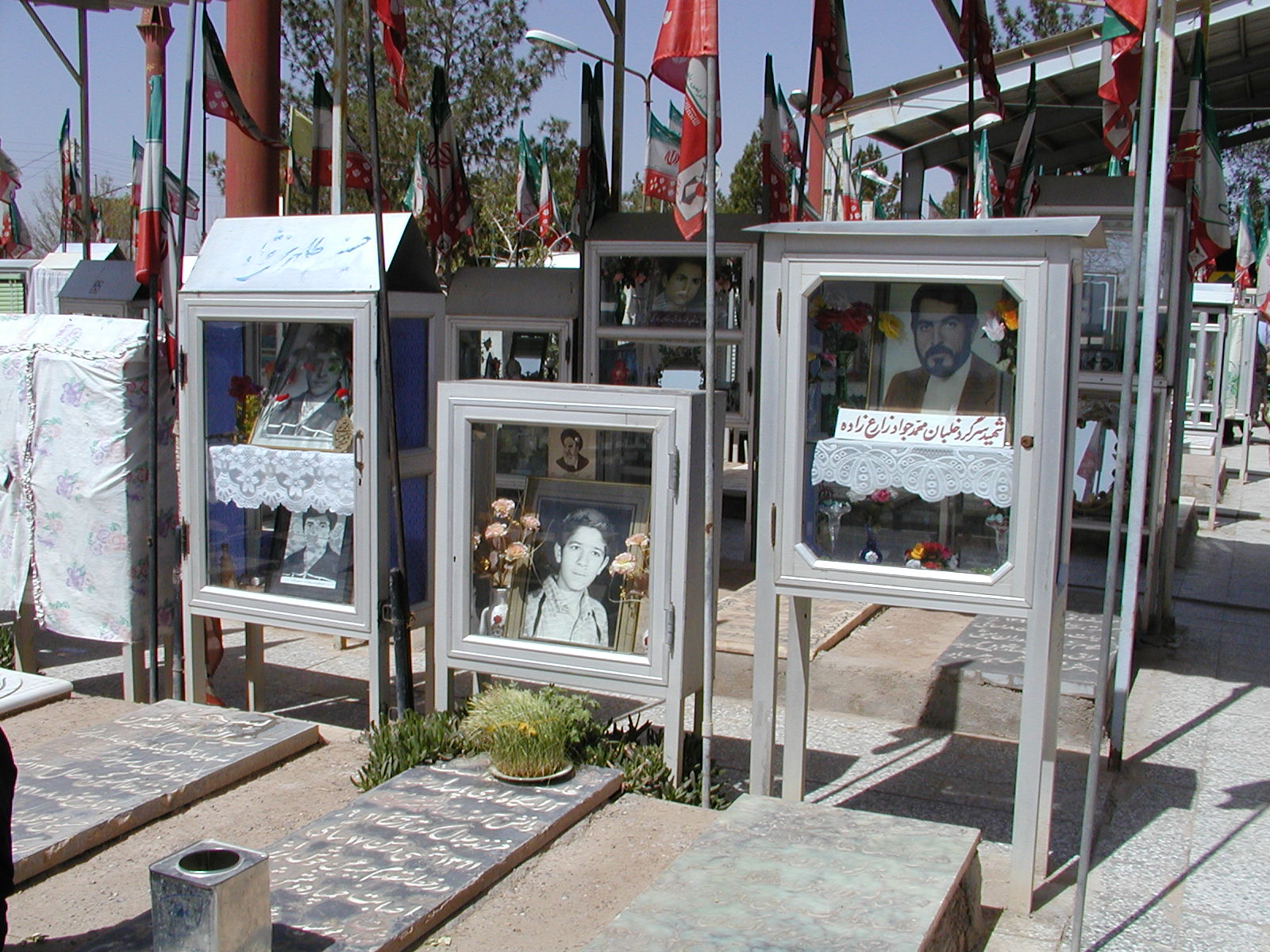
Кладбище солдат, погибших во время ирано-иракской войны